# Aristida somalensis
Aristida somalensis är en gräsart som beskrevs av Otto Stapf. Aristida somalensis ingår i släktet Aristida och familjen gräs.
Artens utbredningsområde är Somalia. Inga underarter finns listade i Catalogue of Life.